# Red Libre del Sur
La Red Libre del Sur (Freie Netz Süd en alemán) fue una organización estrasserista que sustituyó a la asociación prohibida Frente de Acción de Franconia (Fränkische Aktionsfront en alemán, F.A.F.). Existió desde 2009. hasta la prohibición del 23 de julio de 2014. Fue considerada la mayor organización paraguas neonazi en Baviera con alrededor de 20 camaraderías  extrema derecha, con un enfoque en la región de Franconia.

Según la Oficina Federal para la Protección de la Constitución, el partido minoritario neonazi El III camino, se fundó con una importante participación de exfuncionarios del NPD y activistas de la Red Libre del Sur.

## Origen
La red surgió tras el fallido intento de sustituir el liderazgo moderado del NPD bávaro por "nacionalsocialistas", y se oponía abiertamente a la estructura del partido. Algunos de sus principales activistas eran líderes del Frente de Acción de Franconia (Fränkische Aktionsfront, F.A.F.), proscrito en 2004.
El FNS no se presentó en un inicio como una organización paraguas, sino como una plataforma de información en internet. Su sitio web contenía calendarios de eventos y materiales informativos, además de DVD, ropa y accesorios para la escena de derecha. La red también empezó a organizar manifestaciones de extrema derecha.
El FNS intentó abordar el tema de la crítica al capitalismo. Por ejemplo, presentó la manifestación del 1 de mayo de 2009 como rival de la manifestación del Primero de Mayo del NPD, bajo el lema "Superar el desempleo masivo: acabar con el capitalismo".
Según la Oficina de Información, Documentación y Archivos Antifascistas de Múnich, se celebraron acciones casi semanales, reparto de folletos, mítines y pequeñas manifestaciones. El FNS participó en dos grandes eventos anuales: una manifestación el 1 de mayo y un concierto de rock de derecha al aire libre en el Día de Franconia. Además, se celebraron reuniones a puerta cerrada, como eventos de formación. El trabajo Anti-antifascista también formó parte de las actividades del FNS.
Entre las figuras principales se encontraban Matthias Fischer (Fürth), Tony Gentsch (Oberprex/Regnitzlosau) y Norman Kempken (Núremberg). El Endstation Rechts Bayern informó que la familia Gentsch había adquirido el Gasthof Restaurant zum Egerländer en Oberprex, y que ya se habían producido allí actos de la Red Libre del Sur (FNS) y los Hammerskins. La propiedad, incluyendo edificios residenciales y comerciales, fue confiscada junto con la prohibición de la asociación y confiscada en beneficio de Baviera.
En 2009, miembros del FNS fundaron la organización xenófoba local Iniciativa Ciudadana Social Fürth (BiSF).
El FNS también mantuvo contactos con otras  derecha en el extranjero, como el partido neonazi griego Amanecer Dorado.
En abril de 2012, todos los partidos elegidos para el Parlamento del Estado de Baviera pidieron la prohibición del FNS.
En el verano de 2012, miembros del FNS planearon establecer un centro de formación y eventos en el suburbio de Langwasser, Núremberg. También se planeaba establecer allí una oficina ciudadana para el concejal de Núremberg, Sebastian Schmaus, de la iniciativa ciudadana de extrema derecha "Ausländerstopp" (Alto a la Inmigración). Sin embargo, inicialmente fracasó debido a la intervención de la autoridad de construcción. El FNS también coopero con la iniciativa ciudadana en Múnich.
En julio de 2013, 700 policías registraron los domicilios y locales comerciales de los miembros de la red.  Se confiscaron computadoras, dispositivos de almacenamiento de datos, material de propaganda y algunas armas.
En agosto de 2013, el municipio de Roden Ansbach canceló un festival llamado "Europa Despierta", que los miembros de la red planeaban organizar.

## Prohibición

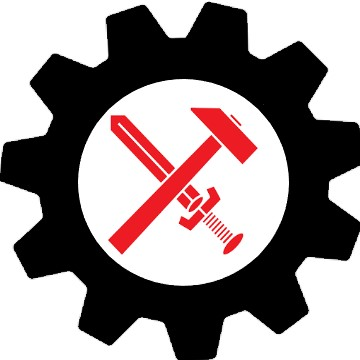
Emblema de la Red Libre del Sur, usada durante sus mítines y movilizaciones

El 23 de julio de 2014, el Ministerio del Interior del Estado de Baviera prohibió el FNS. Esto implicó la confiscación de bienes de terceros utilizados para apoyar intencionalmente las actividades anticonstitucionales del FNS. Esto afectó, por un lado, la propiedad ubicada en Oberprex 47, Regnitzlosau, y, por otro, los bienes pertenecientes a la empresa de venta por correspondencia Resistencia Final. Esta empresa apoyaba al FNS desde esta propiedad, proporcionando material de agitación y propaganda, y financiando campañas con los ingresos. La empresa de venta por correspondencia había sido dirigida por los dos principales activistas del FNS, Matthias Fischer y Tony Gentsch, como sociedad civil desde finales de 2013. Sin embargo, la prohibición no se aplica a los grupos y fraternidades individuales organizados dentro del FNS.
Cerca de 41 participantes del FNS interpusieron una demanda contra la prohibición ante el Tribunal Administrativo de Baviera, argumentando que el FNS no era una asociación y que, por lo tanto, la prohibición de asociaciones era inadmisible. La audiencia oral se celebró el 13 de octubre de 2015, a la que solo asistieron Norman Kempken y Tony Gentsch. El Tribunal Administrativo desestimó esta demanda mediante sentencia de 20 de octubre de 2015.
Sin embargo, a finales de septiembre de 2013 se fundó el pequeño partido neonazi La Tercera Vía, cuyos símbolos ya utilizaban los activistas del FNS y que, tras la prohibición del FNS, que, según Thomas Witzgall de Endstation Rechts, se había convertido recientemente en "solo una cáscara vacía", pudiendo ser utilizado por sus partidarios como plataforma para futuras actividades.